# Sistema lancasteriano
El sistema monitorial, también conocido como sistema Madrás o sistema lancasteriano, fue un método educativo que se arraigó durante principios del siglo XIX, debido a la educación colonial española, francesa y británica que se impuso en las áreas de expansión. Este método también fue conocido como "instrucción mutua" o el "método Bell-Lancaster" por los educadores británicos Andrew Bell y Joseph Lancaster, que ambos lo desarrollaron de forma independiente. El método se basó en que los alumnos capaces eran utilizados como "ayudantes" al maestro (los llamados alumnos-maestros), transmitiendo la información que habían aprendido a otros estudiantes.
El "sistema de vigilancia" que hizo un progreso tan sorprendente en el Reino Unido a principios del siglo XIX, recibió su inspiración fundacional de las escuelas de aldea en el sur de la India. El Dr. Andrew Bell, cuyo nombre está asociado con el "sistema monitorial", fue un capellán anglicano del ejército británico en la India, y de 1789 a 1796 ocupó la posición de superintendente del Asilo de Huérfanos Masculinos en Madrás. Fue en el curso de su residencia en ese lugar que su atención se dirigió al sistema de alumnos que se obtenía en las escuelas Madras Pial (recorridas alrededor de los templos), y que en esencia también era el sistema en Pathsala de Bengala.
El Sistema Monitorial fue encontrado muy útil por los educadores del siglo XIX, ya que resultó ser una forma barata de hacer la educación primaria más inclusiva, haciendo así posible aumentar el tamaño promedio de las clases. El lema de Joseph Lancaster para su método fue Qui docet, discit ("El que enseña, aprende"). La metodología fue adoptada por la Iglesia católica romana en Inglaterra y Gales, y más tarde por el Sistema Nacional de Escuelas.
El Sistema Monitorial, aunque ampliamente difundido y con muchos defensores, cayó en desgracia con el "Sistema de Glasgow" de David Stow, que abogó por maestros capacitados con metas más altas que las de los monitores.
El proceso básico de enseñanza y aprendizaje utilizado en el Sistema Monitorial se ha empleado para transmitir conocimientos entre personas en muchas culturas, debido a su baja relación costo-beneficio. Numerosas instituciones usan el concepto básico como su modo de instrucción principal. Ha habido muchas observaciones sobre su eficacia. En el año 35 d. C., en Roma, Séneca el Joven, en una epístola a su amigo Lucilo, señaló: Docendo discimus ("Aprendemos enseñando").
Joseph Lancaster especificó un aula ideal como ser un «paralelogramo, la longitud aproximadamente el doble de ancho. Las ventanas iban a estar a seis pies del suelo. El piso debe estar inclinado, subiendo un pie en veinte desde el escritorio del maestro hasta el extremo superior de la habitación, donde se encuentra la clase más alta. El escritorio del maestro está en el medio de una plataforma de dos a tres pies de altura, erigida en el extremo inferior de la habitación. Formas y escritorios, fijos firmemente en el suelo, ocupan el centro de la habitación, quedando un pasaje entre los extremos de las formas y la pared, de cinco o seis pies de ancho, donde los niños forman semicírculos para la lectura.»
Según Gladman, para estimular el esfuerzo y recompensar el mérito, "Lancaster usó la toma de lugar abundantemente. También tenía medallas e insignia de mérito... Las entradas también se podían ganar. Estas tenían un valor pecuniario insignificante". Los premios fueron otorgados "a exceso" ceremonialmente.
Los cambios frecuentes de rutina ayudaron a la disciplina. Un código de mando y movimientos exactos también reforzó la disciplina. Se mantuvieron listas de clases y registros.
Los niños fueron clasificados en un principio dual, de acuerdo con su capacidad en la lectura y la aritmética.
Joseph Lancaster describió su sistema como para producir una "educación cristiana" y "entrenar a los niños en la práctica de hábitos morales que son propicios para el bienestar de la sociedad".
El "sistema de Madrás" de Andrew Bell fue nombrado así porque se originó en el Asilo de Huérfanos Masculinos del barrio de  Egmore, en la ciudad india de Madrás. Gladman describe el sistema de Andrew Bell a partir de notas tomadas del Manual de Bell que habían sido publicadas por la Sociedad Nacional dos años después de la muerte de Andrew Bell, en 1832. "Después de observar a los niños en una escuela nativa, sentado en el suelo, y escribiendo en la arena, puso a un niño, John Frisken, para enseñar el alfabeto sobre el mismo principio... Bell fue llevado a ampliar y elaborar el sistema".
Andrew Bell declaró: "Hay una facultad, inherente a la mente, de transmitir y recibir instrucción mutua". En 1796, John Frisken tenía 12 años y 8 meses. Con asistentes, estuvo a cargo de 91 niños
La escuela se organizó en formas o clases, cada una compuesta por unos 36 miembros de competencia similar, clasificada por la capacidad de lectura.
Los jóvenes maestros se mantuvieron a la tarea a través de registros. Lectura, cifrado y ensayos religiosos fueron rastreados a través del padrón de pagadores. La disciplina se mantuvo a través de un 'Libro Negro', que tenía entradas que se leían a toda la escuela, y las faltas se explicaban en términos morales.
La sala estaba construida en rectángulos, con ventanas a cinco pies del suelo, pero que se abrían en la parte superior. Se colocaron escritorios contra las paredes y se levantó el escritorio del maestro. "Fijar así al maestro le privó de gran parte de su poder. Haría más bien pasando de clase en clase y enseñando". dijeron los críticos.
Frederick John Gladman, escribiendo en la década de 1880, distingue entre el sistema lancasteriano y el sistema Madrás. Se describe que el sistema lancasteriano prefiere clases más pequeñas, a diferencia del sistema Madrás de Andrew Bell.
A pesar de las muchas similitudes de los dos sistemas, y de la amistad inicial de Lancaster y Bell, las divisiones aparecieron entre sus defensores. En 1805, Sarah Trimmer publicó un artículo afirmando que el sistema de Joseph Lancaster era antagónico a la Iglesia anglicana. Se dijo que el país pronto quedó dividido en dos bandos. En cada lado aparecían discursos, sermones, artículos de revistas y folletos. La Sociedad Nacional se formó para propagar el sistema de Andrew Bell y la Sociedad Británica y de Escuelas Extranjeras se formó para propagar el sistema de Joseph Lancaster.
Hay una escuela británica diseñada por Lancaster que sobrevive en la ciudad de Hitchin, en el condado inglés de Hertfordshire, en el Reino Unido, y ahora funciona como un museo con un programa educativo experiencial adecuado para alumnos de etapa clave 1 y etapa clave 2.
- Aprendizaje mediante la enseñanza
- Museo de Escuelas Británicas, en Hitchin, un ejemplo de una escuela diseñada por Joseph Lancaster
- Horace Mann Sr., proponente de la reforma educativa de Estados Unidos
- Escuela de Sudbury, modelo de centros de educación democrática

1. ↑  «Monitorial system», Britannica Encyclopedia (online edición)..
2. ↑  Matthai, John (1915). Village government in British India. London: T. Fisher Unwin. ISBN 81-85557-69-1. Este artículo incorpora texto de esta fuente, que es de dominio público.
3. 1 2 3  Gladman, JF (1886), School Work Control and Teaching Organisation and Principles of Education, Jarrold & Sons..
4. ↑  England, Mark; Saunders, Jack. «British Schools Museum, Hitchin». britishschoolsmuseum.co.uk. Archivado desde el original el 18 de enero de 2017. Consultado el 17 de enero de 2017.

- Pierrepont Graves, Frank (1915), A Student's History of Education..
- Rayman, Ronald (Winter 1981), «Joseph Lancaster's Monitorial System of Instruction and American Indian Education, 1815–1838», History of Education Quarterly 21 (4): 395-409, JSTOR 367922, doi:10.2307/367922..

- Datos: Q1178921
- Multimedia: Mutual instruction / Q1178921